# Nerodia sipedon
La serpiente de agua del norte (Nerodia sipedon) es una serpiente de la familia colubridae, grande, semiacuática, no venenosa, y muy conocida, nativa de América del Norte, sobre todo de Estados Unidos. Pariente de la Thamnophis sirtalis. 

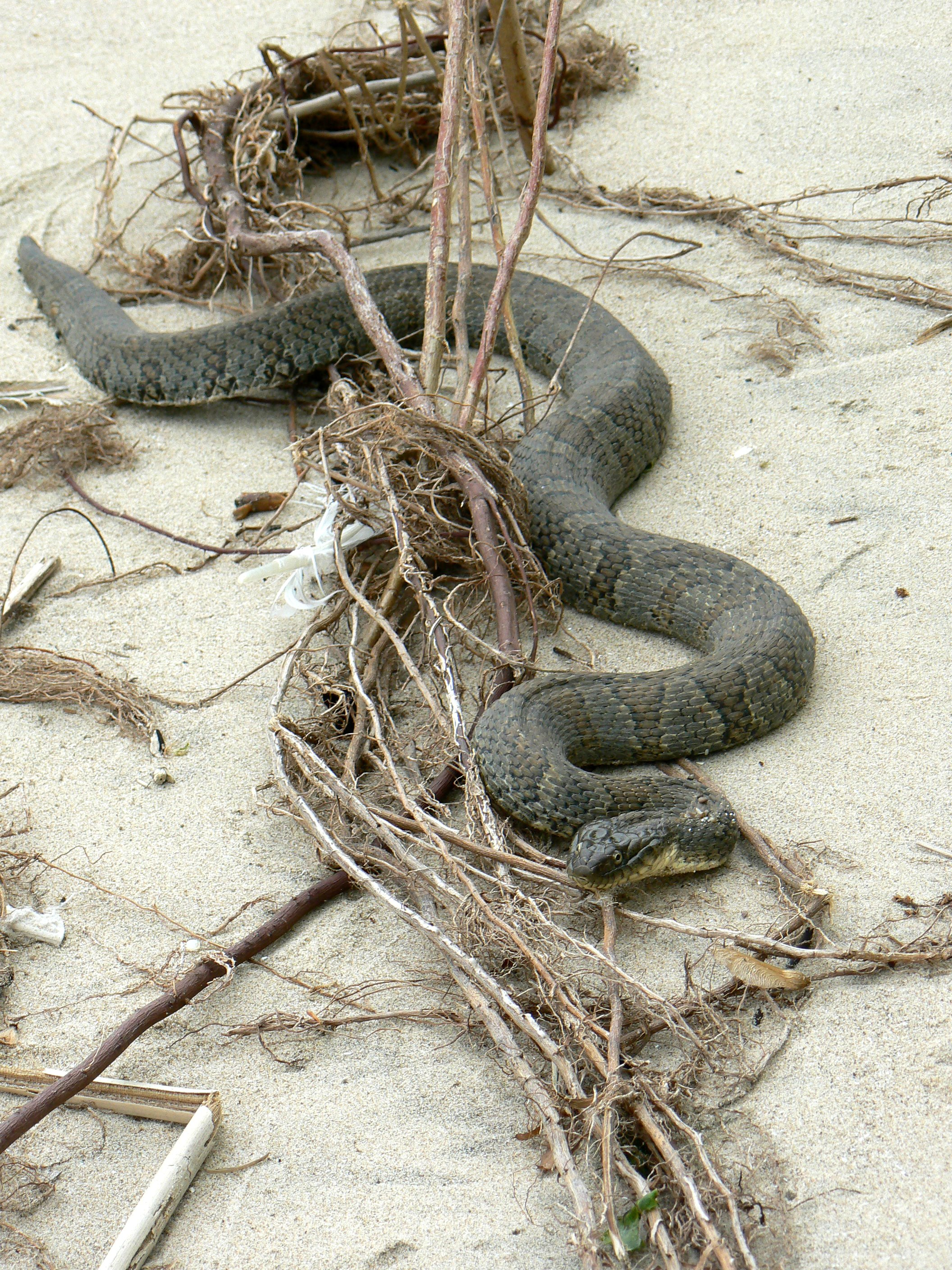

Estas serpientes son excelentes nadadoras y se alimentan de día y de noche. Suelen tomar el Sol a menudo en rocas. Durante el día, buscan entre las plantas cercanas a los bordes del agua, pequeños peces, ranas, gusanos, sanguijuelas, cangrejos, salamandras, pequeños pájaros y mamíferos. En la noche, se concentran en los pececillos y otros pequeños peces que duermen bajo agua. Alguna vez, fueron una especie en peligro de extinción pero ahora gozan del apoyo del gobierno.
- Datos: Q2163958
- Multimedia: Nerodia sipedon / Q2163958
- Especies: Nerodia sipedon